# Hollandfalu
A Hollandfalu Kecskemét III. kerületének, a Széchenyivárosnak egy külső kertvárosi része.

## Fekvése
A város (és a Széchenyiváros) északnyugati szélén fekszik. Északkeletről a Lukács György utca, délkeletről a Fáklya utca, délnyugatról a Nyíri út és északnyugatról a Károly Róbert körút (a város széle, valamint a Máriahegy) határolja.
Területe nagyjából 27 hektár
Térkép Hollandfalu határairól: http://www.kepfeltoltes.eu/view.php?filename=461hollandfalu.jpg

## Története
A Széchenyiváros felépülését követően indult el a kertes sor és ikerházak építése kb. 1986-tól. Egymás után jöttek létre az utcák, megközelítőleg 1995 körül érte el maihoz közeli állapotát, bár azóta is folyamatosan fejlődik. 1992-ben volt egy nagyobb utcanévváltoztatási hullám, ekkor kapták meg mai nevüket.

### Nevének eredete
Az első pár évben még KISZ Lakótelepnek nevezték, majd ez a rendszerváltással Hollandfalura keresztelődött. Ezt a nevet a Pajzs utcában megépült 10 holland típusú sorházról kapta.

## Látnivalók

### Bogovicsfalu
A Pajzs utca második felében - a Széchenyivárosban egyedül itt - olyan régi tanyasi típusú lakóházak állnak, amelyek még a Sz.város beépülése előttről maradtak itt. Ez volt a Bogovicsfalu. Ma is álló házainak még mindig Máriahegy a hivatalos címük, amit a Google térkép is megtalál, valamint a Pajzs utca azon szakaszát Máriahegy tanyaként jelöli, ezzel emléket és korlenyomatot alkotva az ezen a területen fekvő néhai Máriahegynek. A Széchenyiváros múltjáról bővebben: Mária köz (Kecskemét).
További látnivalók a Hollandfaluhoz közel:
- Kecskeméti Arborétum
- Benkó Zoltán Szabadidőközpont (Vízműdomb)

## Megközelítése
A városközpontból busszal (4, 12, 14, 14D, 29 vonalak) 10 perc, de a Noszlopy Gáspár parkból is (22-es) maximum 15 perc alatt megközelíthető. A város más részeiből (a 34-es, 34A vonalon Kadafalváról, a 29-es vonalon Hetényből) is könnyen el lehet jutni.

## Politika
Az 5. számú egyéni választókerületben fekszik, melynek önkormányzati képviselője 2019 óta Józsa Bálint (Szövetség a Hírös Városért). 2014 és 2019 között a fideszes Engert Jakabné képviselte a körzetet.

## Intézmények
- Margaréta Otthon (idősek otthona)
- Szent-Györgyi Albert Egészségügyi Szakgimnázium és Szakközépiskola
- Bárányka Óvoda (Szent-Györgyi Albert utca 23.)

### Hitélet
- Kecskeméti Baptista gyülekezet (Szent-Györgyi Albert utca 23.)
- Jehova Tanúi Királyság Terme (Március 15. u. 29.)

### Vállalkozások, üzletek
Egy szupermarket (Domb Áruház), valamint több kisbolt, egy biobolt, gyógyszertár, orvosi és állatorvosi rendelő, virágbolt, kocsma, lottózó és még egy autószerelő műhely is található itt.
2018-ban a Fáklya utcában megnyitották a Széchenyivárosi Közösségi Kertet, amely kertészkedési lehetőséget biztosít a közeli panelházakban élők számára.